# باش محله لوندویل
باش محله لوندویل، روستایی از توابع بخش لوندویل شهرستان آستارا در استان گیلان ایران است.

## جمعیت
این روستا در دهستان چلوند قرار دارد و براساس سرشماری مرکز آمار ایران در سال ۱۳۸۵، جمعیت آن ۱٬۲۹۹ نفر (۲۹۸خانوار) بوده‌است.